# Frits Lambrechts
 (octobre 2018).
Si vous disposez d'ouvrages ou d'articles de référence ou si vous connaissez des sites web de qualité traitant du thème abordé ici, merci de compléter l'article en donnant les références utiles à sa vérifiabilité et en les liant à la section « Notes et références ».
 Frits Lambrechts (né Fredericus Amos Lambrechts le 24 mars 1937 à Amsterdam) est un acteur néerlandais.

## Filmographie partielle
- 1973 : Twee onder een klap  : Bob Jongeneel
- 1979 : De brandnetelkoning  : Frans Messing
- 1982 : Het oponthoud : Garagehouder
- 1984 : Het wonder van Rotterdam : Plusieurs rôles
- 1985 : De ijssalon de Dimitri Frenkel Frank
- 1991 : Sebastian Star Bear: First Mission de Frank Fehmers
- 1997 : All Stars de Jean van de Velde : Meeuwse[2]
- 1998 : The Flying Liftboy de Ben Sombogaart : Jozias Tump[3]
- 2001 : Miaou ! de Vincent Bal : Joop[4]
- 2002 : Yes Nurse! No Nurse! de Pieter Kramer[5]
- 2003 : Godforsaken de Pieter Kuijpers : Dhr. van de Velde
- 2010 : La garden party de Hanro Smitsman
- 2011 : Claustrofobia de Bobby Boermans[6]
- 2011 : Sonny Boy de Maria Peters : Sam[7]
- 2012 : Koning van Katoren de Ben Sombogaart[8]
- 2014 : Heart Street de Sanne Vogel : Aart[9]
- 2016 : Master Spy de Pieter Van Rijn : Henk[10]

## Discographie

### Album studio
- 2017 : Willy Alberti Presenteert 'Zo Zingt Amsterdam[11]